# Frederick Cuming
Frederick William Cuming (Tiverton, 27 maggio 1875 – Londra, 22 marzo 1942) è stato un crickettista britannico.
Cuming frequentò la Blundell’s School ed in seguito giocò per il Castle Cary.
Partecipò ai Giochi olimpici 1900 di Parigi nel torneo di cricket, vincendo la medaglia d'oro con la squadra che rappresentò la Gran Bretagna. Nell'unica gara contro la rappresentativa francese fu il miglior marcatore nel primo inning con 38 run.

## Palmarès
| Anno | Manifestazione | Sede   | Evento  | Risultato | Note |
| ---- | -------------- | ------ | ------- | --------- | ---- |
| 1900 | Olimpiadi      | Parigi | Cricket | Oro       |      |